# The Hitcher (2007)
The Hitcher är en amerikansk skräckfilm från 2007 med Zachary Knighton, Sophia Bush och Sean Bean. Filmen är en nyinspelning av Liftaren (1986). The Hitcher är regisserad av Dave Meyers och producerad av Michael Bays produktionsbolag Platinum Dunes.
Filmen hade premiär den 19 januari 2007 i USA och den 1 juni i Europa.

## Skådespelare
- Zachary Knighton - Jim Halsey
- Sophia Bush - Grace Andrews
- Sean Bean - John Ryder/The Hitcher
- Neal McDonough - Lieutenant Esteridge
- Kyle Davis - Buford's Store Clerk
- Skip O'Brien - Harlan Bremmer, Sr.
- Travis Schuldt - Harlan Bremmer, Jr.
- Danny Bolero - Officer Edwards
- Lauren Cohn - Marlene
- Yara Martinez - Beth
- Jeffrey Hutchinson - Young Father

## Soundtrack
1. "Closer" - Nine Inch Nails
2. "Move Along" - The All-American Rejects
3. "Out Of My Hands" - The Dave Matthews Band
4. "How We Operate" - Gomez
5. "Fallin' in Love Again" - Hamilton, Joe Frank and Reynolds
6. "Building Up to Feel So Good" - The Velcro Pygmies
7. "On and On" - Stephen Bishop
8. "From Here You Can Almost See the Sea" - David Gray
9. "Don't Give Up On Us" - David Soul
10. "Remember" - Al Parsons
11. "The Cowboy" - Eric Speier